# (33989) 2000 NC27
2000 NC27 (asteroide 33989) é um asteroide da cintura principal. Possui uma excentricidade de 0.09104110 e uma inclinação de 1.63279º.
Este asteroide foi descoberto no dia 4 de julho de 2000 por LONEOS em Anderson Mesa.